# 68730 Страйжис
68730 Страйжис (68730 Straižys) — астероїд головного поясу, відкритий 15 березня 2002 року.
Тіссеранів параметр щодо Юпітера — 3,326.
Названо на честь литовського астронома Вітаутаса Страйжиса, (нар. 1936).